# Liste der finnischen Botschafter in Syrien
Die Liste der finnischen Botschafter in Syrien listet die Diplomaten aus der parlamentarischen Republik Finnland, die in der Botschaft in Syriens tätig waren und sind.
| Ernennung Akkreditierung | Name                | Bemerkungen | ernannt von          | akkreditiert während der Regierung von | Posten verlassen |
| ------------------------ | ------------------- | ----------- | -------------------- | -------------------------------------- | ---------------- |
| 1954                     | Bruno Kivikoski     | Sitz Ankara | Juho Kusti Paasikivi | Haschim Chalid al-Atassi               | 1958             |
| 1958                     | Asko Ivalo          | Sitz Rom    | Urho Kekkonen        | Schukri al-Quwatli                     | 1959             |
| 1966                     | Soini Palasto       | Sitz Kairo  | Urho Kekkonen        | Nureddin al-Atassi                     | 1969             |
| 1969                     | Pekka Malinen       | Sitz Kairo  | Urho Kekkonen        | Nureddin al-Atassi                     | 1974             |
| 1975                     | Joel Pekuri         | Sitz Kairo  | Urho Kekkonen        | Hafiz al-Assad                         | 1978             |
| 1979                     | Arto Tanner         | Sitz Beirut | Urho Kekkonen        | Hafiz al-Assad                         | 1981             |
| 1981                     | Veikko Hietanen     | Sitz Beirut | Urho Kekkonen        | Hafiz al-Assad                         | 1984             |
| 1984                     | Jyrki Aimonen       |             | Mauno Koivisto       | Hafiz al-Assad                         | 1988             |
| 1988                     | Juhani Muhonen      |             | Mauno Koivisto       | Hafiz al-Assad                         | 1991             |
| 1991                     | Arto Kurittu        |             | Mauno Koivisto       | Hafiz al-Assad                         | 1995             |
| 1996                     | Heikki Latvanen     |             | Martti Ahtisaari     | Hafiz al-Assad                         | 2001             |
| 2001                     | Antti Koistinen     |             | Tarja Halonen        | Baschar al-Assad                       | 2005             |
| 2005                     | Pertti Harvola      |             | Tarja Halonen        | Baschar al-Assad                       | 2008             |
| 2008                     | Harri Mäki-Reinikka |             | Tarja Halonen        | Baschar al-Assad                       |                  |